# Gallaudet DB-1
Gallaudet DB-1 là một mẫu thử máy bay ném bom ngày, được thiết kế trong Chiến tranh thế giới I.